# Severe Torture
Severe Torture est un groupe néerlandais de brutal death metal, originaire de Boxtel, Brabant-Septentrional.

## Historique
Severe Torture est formé en 1997 par Thijs (guitare), Patrick (basse) et Seth (batterie) et enregistre une première démo intitulée Baptized in Virginal Liquid. Après cela, Dennis rejoint le groupe et ils enregistrent Pray for Nothing (disponible seulement en 45 tours) distribué par Damnation Records.
En 2000, Le groupe signe chez le label néerlandais Fadeless Records, et fait une première tournée européenne, ce qui leur permet d'acquérir l'expérience de la scène et surtout d'avoir assez de titres pour enregistrer leur premier album. L'année suivante, ils jouent en première partie de Macabre et Broken Hope ainsi qu'au festival Ohio Death Fest. En 2002, ils enregistrent Misanthropic Carnage en février, et ouvrent pour des groupes confirmés tels que Deeds of Flesh et Cannibal Corpse (Marvin rejoint le groupe durant cette tournée). En octobre 2004, le groupe se sépare de son label Karmageddon Media.
Le groupe décide de rejoindre Earache Records en 2005 et enregistre Fall of the Despised. Puis un an plus tard, en 2006, ils jouent dans des festivals tels que le Maryland Deathfest, le Kaltenbach Open Air, le Brutal Assault ou le Party San Open Air puis tournent avec Vader et God Dethroned, ce qui leur permet d'acquérir une notoriété non négligeable sur la scène internationale. En 2007, ils publient leur quatrième album studio, Sworn Vengeance. En mai 2008, ils annoncent des dates de tournées néerlandaises et allemandes avec Nile et Grave.
En janvier 2010, Severe Torture signe au label Season of Mist, et y publie son cinquième album, Slaughtered,.

## Membres

### Membres actuels
- Patrick Boleij - basse (depuis 1997)
- Seth Van de Loo - batterie (depuis 1997)
- Thijs Van Laarhoven - guitare (depuis 1997)
- Dennis Schreurs - chant (depuis 1998)
- Marvin Vriesde - guitare (depuis 2003)

### Anciens membres
- Tim - batterie
- Jelle - guitare (1997-1999)
- Eric de Windt - chant (1997-1998)

## Discographie
- 1998 : Baptized in Virginal Liquid (démo)
- 1999 : Pray for Nothing (single)
- 2000 : Lambs of a God (single)
- 2000: Feasting on Blood (album)
- 2002 : Butchery of the Soul (EP)
- 2002 : Misanthropic Carnage (album)
- 2003 : A taste for Butchery (split)
- 2005 : Blood Letting (album live)
- 2005 : Fall of the Despised (album)
- 2007 : Sworn Vengeance (album)
- 2010 : Slaughtered  (album)